# Gerichtsbezirk Fehring
Der Gerichtsbezirk Fehring war ein dem Bezirksgericht Fehring unterstehender Gerichtsbezirk im Bundesland Steiermark. Er umfasste Teile des Bezirks Feldbach und wurde 1976 dem Gerichtsbezirk Feldbach zugeschlagen.

## Geschichte
Der Gerichtsbezirk Fehring wurde durch eine 1849 beschlossene Kundmachung der Landes-Gerichts-Einführungs-Kommission geschaffen. Ursprünglich umfasste er die 27 Gemeinden Aigen, Bairisch Kölldorf, Fehring, Frutten, Gießelsdorf, Gutendorf, Habegg, Hatzendorf, Hochenbrugg, Hochstraden, Höflach, Jam, Johnsdorf, Kapfenstein, Klappzing, Mahrensdorf, Pertlstein, Petersdorf, Petzelsdorf, Plesch, Risola, Schiefer, Stang, Unterlamm, Waltra, Weinberg und Windisch Kölldorf.
Der Gerichtsbezirk Fehring bildete im Zuge der Trennung der politischen von der judikativen Verwaltung
ab 1868 gemeinsam mit den Gerichtsbezirken Feldbach, Fürstenfeld und Kirchbach den Bezirk Feldbach.
Nach dem Anschluss Österreichs 1939 wurde das Gericht in Amtsgericht Fehring umbenannt und war nun dem Landgericht Graz nachgeordnet. 1945 erhielt es wieder den Namen Bezirksgericht.
Im Zuge der Zusammenlegung mehrerer Gerichtsbezirke wurden die Gerichtsbezirke Kirchbach in Steiermark und Fehring per 1. Oktober 1976 aufgelöst und mit dem Gerichtsbezirk Feldbach verschmolzen. Im Zuge der sogenannten Reformpartnerschaft zwischen SPÖ und ÖVP wird der Gerichtsbezirk bzw. politische Bezirk Feldbach ab 2013 gemeinsam mit dem Gerichtsbezirk bzw. Bezirk Radkersburg den Bezirk Südoststeiermark bilden.

## Gerichtssprengel
Der Gerichtsbezirk Fehring umfasste zum Zeitpunkt seiner Auflösung die zehn Gemeinden Bairisch Kölldorf, Fehring, Frutten-Gießelsdorf, Hatzendorf, Hohenbrugg-Weinberg, Johnsdorf-Brunn, Kapfenstein, Pertlstein, St. Anna am Aigen und Unterlamm.